# Xã Maxwell, Quận Sangamon, Illinois
Xã Maxwell (tiếng Anh: Maxwell Township) là một xã thuộc quận Sangamon, tiểu bang Illinois, Hoa Kỳ. Năm 2010, dân số của xã này là 193 người.